# Titularbistum Simitthu
Simitthu (ital.: Simittu) ist ein Titularbistum der römisch-katholischen Kirche. 
Es geht zurück auf einen untergegangenen Bischofssitz in der gleichnamigen antiken Stadt, die in der römischen Provinz Africa proconsularis (heute nördliches Tunesien) lag. Der Bischofssitz war der Kirchenprovinz Karthago zugeordnet.
| Titularbischöfe von Simitthu |                        |                                                         |                  |                  |
| Nr.                          | Name                   | Amt                                                     | von              | bis              |
| 1                            | Joseph Arthur Papineau | emeritierter Bischof von Joliette (Kanada)              | 3. Januar 1968   | 15. Februar 1970 |
| 2                            | Maximilian Mueller     | emeritierter Bischof von Sioux City (USA)               | 20. Oktober 1970 | 13. Januar 1971  |
| 3                            | Antonio Sahagún López  | Weihbischof in Guadalajara (Mexiko)                     | 31. Oktober 1973 | 31. Oktober 2005 |
| 4                            | Meron Mazur OSBM       | Weihbischof in São João Batista em Curitiba (Brasilien) | 21. Oktober 2005 | 12. Mai 2014     |
| 5                            | Joseph Ha Chi-shing    | Weihbischof in Hongkong (Volksrepublik China)           | 11. Juli 2014    |                  |